# Super Smash Bros. (Computerspiel)
Super Smash Bros. (kurz SSB, ニンテンドウオールスター!大乱闘スマッシュブラザーズ, Nintendō Ōrustā! Dairantō Sumasshu Burazāzu für „Nintendo All-Stars! Riesenrauferei Smash Brothers“) ist ein Videospiel für das Nintendo 64 und der erste Teil der Super-Smash-Bros.-Reihe. Das Spiel wurde von HAL Laboratory entwickelt und von Nintendo erstmals im Januar 1999 in Japan veröffentlicht. Während das Spiel in April 1999 auch in Nordamerika veröffentlicht wurde, kam es erst im November 1999 auch nach Europa. Im Jahr 2009 erschien es außerdem als Download für die Virtual Console der Wii.
Das Spiel wird dem Fighting-Game-Genre zugeordnet und ist ein Crossover aus verschiedenen Nintendo-Spielereihen unter anderem Super Mario, The Legend of Zelda, Metroid und Pokémon. Als ein solches enthält das Spiel Figuren aus den verschiedenen Spielereihen mit denen der Spieler gegeneinander antreten kann.
Super Smash Bros. wurde von Kritikern gelobt und war mit über fünf Millionen verkauften Einheiten auch ein kommerzieller Erfolg. Das Spiel begründete die Super-Smash-Bros.-Reihe und der erste Nachfolger erschien bereits zwei Jahre später mit Super Smash Bros. Melee für den Nintendo GameCube.

## Spielprinzip
Super Smash Bros. ist ein zweidimensionales Fighting Game. Der Spieler kämpft mit einer Spielfigur aus der Seitenansicht in verschiedenen Arenen gegen andere Figuren. Um die gegnerischen Figuren zu Besiegen müssen diese aus dem Bild befördert werden. Dazu muss der Spieler die gegnerischen Figuren mit Schlägen, Tritten und weiteren Attacken schwächen, was eine in Prozent angegebene „Schadensanzeige“ erhöht und darin resultiert, dass gegnerische Figuren durch Angriffe weiter durch die Luft geschleudert werden und somit leichter aus dem Bild zu befördern sind.
| Charakter      | Spieleserie         | Von Beginn an spielbar? |
| -------------- | ------------------- | ----------------------- |
| Mario          | Super Mario         | Ja                      |
| Donkey Kong    | Donkey Kong         | Ja                      |
| Link           | The Legend of Zelda | Ja                      |
| Samus Aran     | Metroid             | Ja                      |
| Yoshi          | Yoshi               | Ja                      |
| Kirby          | Kirby               | Ja                      |
| Fox McCloud    | Star Fox            | Ja                      |
| Pikachu        | Pokémon             | Ja                      |
| Pummeluff      | Pokémon             | Nein                    |
| Luigi          | Super Mario         | Nein                    |
| Ness           | Mother              | Nein                    |
| Captain Falcon | F-Zero              | Nein                    |

Der Spieler hat Anfangs die Wahl zwischen acht verschiedenen Nintendo-Charakteren, im Verlauf des Spiels können zusätzlich vier weitere Figuren freigespielt werden. Die Angriffe eines Charakters sind meist seiner Spielreihe entnommen. So kämpft Link aus The Legend of Zelda zum Beispiel mit Schwert, Bomben und Bumerang, während Mario mit Feuerbällen um sich wirft. Zu jeder Spielereihe, aus der eine Figur stammt gibt es auch eine Arena, die an einen bestimmten Ort aus den Spielereihen aufgreift. Neben den acht Arenen für die zu Anfang freigeschalteten Charaktere kann eine neunte Arena freigeschaltet werden. Während den Kämpfen in den jeweiligen Arenen spielt Musik aus den jeweiligen Spielereihen. In den Arenen tauchen zufällig Items auf, die sich oftmals an Gegenständen aus verschiedenen Nintendo-Spielen orientieren.
Super Smash Bros. ist sowohl im Einzelspieler- als auch im Mehrspieler-Modus spielbar. Im Einzelspielermodus spielt der Spieler mit einer gewählten Figur gegen eine feste Reihenfolge von Gegnern. Diese Reihenfolge wird mit minispielähnlichen Aufgaben, etwa dem Erreichen eines Ziels in einer bestimmten Zeit, unterbrochen. Am Ende dieses Modus kämpft der Spieler gegen eine überdimensionierte, weiße, in der Luft schwebende Hand, die sich Meisterhand nennt. Im Gegensatz zu anderen Gegnern wird diese besiegt, indem ihre Energieanzeige mit Angriffen auf null verringert wird. Neben diesem Hauptmodus für einen Spieler kann man für jeden Charakter einige der Minispiele direkt anwählen: In einem davon muss man möglichst schnell eine feste Anzahl von Zielscheiben in speziell dafür gestalteten Leveln treffen, in anderen gilt es, alle vorgesehenen Plattformen mit der Spielfigur zu betreten. Ein weiterer Modus ist der Trainingsmodus, in dem man die Steuerung der Spielfiguren üben kann und das Verhalten eines Gegners nach Belieben vorgibt.
Im Mehrspielermodus wird in einer der neun Kampfarenen entweder über einen festen Zeitraum oder mit begrenzten Versuchen für jeden der maximal vier Spieler gespielt. Fehlende Spieler können durch KI-gesteuerte Charaktere ersetzt werden. Eine Gruppierung der Spieler in maximal drei Gruppen ist zusätzlich möglich.

## Entwicklung und Veröffentlichung
Super Smash Bros. wurde von HAL Laboratory einem externen First-Party-Entwicklerstudio von Nintendo entwickelt. Ein erster Prototyp des Spiels wurde zu Beginn ausschließlich von Masahiro Sakurai, einem damaligen Angestellten bei HAL Laboratory, welcher sich um die Projektplanung, Modellierung, Design und Animationen kümmerte, und von Satoru Iwata, dem damaligen Präsidenten von HAL, der als Programmierer fungierte, entwickelt. Nach eigenen Aussagen entwickelten die beiden den Prototyp außerhalb der Arbeitszeiten und neben dem eigentlichen Arbeitsalltag der beiden. Dieser erste Prototyp trug den Namen „kakutō-gēmu-ryūō“, später dann „Dragon King: The Fighting Game“ (engl. für „Drachenkönig: Das Kampfspiel“). Der Prototyp enthielt noch keine Nintendo-Charaktere, um das Spiel allerdings von anderen Kampfspielen abzuheben bat Sakurai darum Nintendo Charaktere verwenden zu dürfen.
Die Entwicklung von Super Smash Bros. begann dann im Jahre 1998. Verschiedene Charaktere, unter anderem Marth, Bowser, König Dedede oder Mewtwo, waren während der Entwicklung des Spiels geplant, haben es allerdings nicht ins fertige Spiel geschafft. Diese Charaktere wurden dann allerdings in den Nachfolgern hinzugefügt.
Super Smash Bros. erschien dann am 21. Januar 1999 in Japan und – drei Monate später – am 26. April 1999 in Nordamerika. In Europa erschien das Spiel erst am 19. November 1999. Im Januar 2009 erschien Super Smash Bros. dann in Japan als Download für die Virtual Console der Nintendo Wii, in Europa erschien das Spiel erst im Juni 2009.

## Rezeption
| Videospielmagazine | Videospielmagazine | Videospielmagazine |
| Publikation        | Wertung            | Jahr               |
| ------------------ | ------------------ | ------------------ |
| IGN                | 8,5/10             | 1999               |
| Nintendo Life      | 8,1/10             | 2009               |
| GameSpot           | 7,5/10             | 1999               |
| Metawertungen      |                    |                    |
| Metacritic         | 79 %               | –                  |

### Zeitgenössische Rezeption
Super Smash Bros. wurde von Kritikern nahezu ausschließlich gelobt: So erreichte das Spiel auf Metacritic eine aggregierte Wertung von 79 von 100 Punkten. Die Nachfolger des Spiels konnten sich trotzdem in den aggregierten Wertungen noch steigern und somit hat Super Smash Bros. den niedrigsten Metascore der von Super Smash Bros. Ultimate und Brawl mit 93 Punkten angeführten Reihe.
Peer Schneider vom Online-Magazin IGN bezeichnete Super Smash Bros. als eine exzellente Wahl für Spieler, die nach einem Mehrspieler Fighting-Game suchen. Er lobte das Spiel vor allem für den Mehrspieler-Modus, im Einzelspieler-Modus fehle vor allem – durch die geringe Anzahl an Kämpfern und Arenen bedingt – die Abwechslung. Schneider schrieb:

“[…] I have to admit that I spent most of the time playing the multiplayer modes. It's not that the one-player mode is bad -- HAL tried to add a bit of variety by offering bonus stages and team fights, but the order of your opponents never changes and you'll find yourself playing just to get the hidden stuff. […] As it stands, Smash Bros. is an excellent choice for gamers looking for a worthy multiplayer smash 'em-up. Players looking for a Tekken-killer on N64 will have to wait a bit longer.”

„Ich muss zugeben, dass ich die meiste Zeit beim Spielen des Mehrspieler-Modus verbracht habe. Es ist nicht so, dass der Einzelspieler-Modus schlecht ist -- HAL hat versucht etwas Abwechslung hineinzubringen durch das Anbieten von Bonus-Arenen und Team-Kämpfen, aber die Reihenfolge der Gegner ändert sich nie und du wirst dich dabei entdecken nur zu Spielen um das freischaltbare Zeug zu erspielen. So wie die Dinge liegen ist Smash Bros. eine exzellente Wahl für Spieler, die nach einem würdigen Mehrspieler-Prügelspiel suchen. Spieler, die einen Tekken-Killer auf dem N64 suchen müssen sich noch gedulden.“

IGN würdigte Super Smash Bros. in einer im Jahre 2000 erstellten Liste der besten 25 Spiele für das Nintendo 64 als Platz 11. Zusätzlich wurde das Spiel als drittbestes Mehrspieler-Spiel für das Nintendo 64 gewürdigt, hinter den beiden Rare-Shootern Perfect Dark und GoldenEye 007 und damit noch vor Mario Kart 64.

### Retrospektive Rezeption
Lisa Zander kritisierte in einem im Jahre 2018 auf ntower.de veröffentlichten Test zu Super Smash Bros. vor allem die aus heutiger Sicht veraltete Steuerung und den rückblickend sehr geringen Umfang. Sie schrieb:

„Einen Dämpfer bekommt euer Spielspaß vor allem durch die Steuerung mit dem Nintendo 64-Controller. […] der Nintendo 64-Controller [ermöglicht] generell nicht das feinfühlige Steuern, welches für ein genaues Zielen in den Kämpfen notwendig wäre. Wer die nachfolgenden Titel der Reihe, vor allem Super Smash Bros. Melee, gespielt hat, weiß die exakte Steuerung dieser zu schätzen. Auch die wenigen Spielmodi und die damals noch geringe Charakterauswahl mit maximal zwölf Kämpfern können heute nicht mehr wirklich begeistern.“

Laut Zander mache das Kämpfen vor allem mit anderen Spielern immer noch Spaß, das Spiel könne aber nicht mit den neueren Teilen der Reihe mithalten. Daher empfiehlt Zander Super Smash Bros. heutzutage eher den „Fans […] der ersten Stunde“: Spieler die noch keinen Kontakt mit der Spiele-Reihe hatten seien „mit neueren Titeln womöglich besser bedient.“

### Verkaufszahlen
Super Smash Bros. konnte sich Schätzungen zufolge insgesamt etwa 5,6 Millionen Mal verkaufen. Zählt man Super Smash Bros. for Wii U und Super Smash Bros. for Nintendo 3DS zusammen konnte sich damit jeder der Nachfolger in den Verkaufszahlen steigern und somit ist Super Smash Bros. der sich am schlechtesten verkaufende Teil der Reihe. Von den 5,6 Millionen verkauften Einheiten wurden etwa 2,93 Millionen Einheiten in den USA und weitere etwa 1,97 Millionen Einheiten in Japan verkauft.